# Departamento de Capital (kommun i Santiago del Estero)
Departamento de Capital är en kommun i Argentina.   Den ligger i provinsen Santiago del Estero, i den norra delen av landet, 1 000 km nordväst om huvudstaden Buenos Aires.
Trakten runt Departamento de Capital består i huvudsak av gräsmarker. Runt Departamento de Capital är det ganska tätbefolkat, med 129 invånare per kvadratkilometer.